# The Housewife
Pour plus de détails, voir Fiche technique et Distribution.
The Housewife est un thriller romantique japonais réalisé par Yukiko Mishima et sorti en 2020.

## Synopsis
Toko est une jeune femme au foyer. Cantonnée à son rôle d'épouse et de mère d'une fillette de six ans, elle est sommée de faire bonne figure pour son mari Shin.
Son quotidien morose est troublé par une rencontre inattendue. En réintégrant un cabinet d'architecture, Toko retrouve Kurata. Avec leurs retrouvailles, le doute s'installe : Kurata était son ancien ami-amant à la fac, voilà dix ans...
A ses côtés, pourrait-elle s'inventer une nouvelle vie ?

## Fiche technique
- Titre original : Red
- Réalisation : Yukiko Mishima
- Scénario : Yukiko Mishima et Ikeda Chihiro, d'après l'œuvre de Rio Shimamoto
- Musique : Takuto Tanaka (ja)
- Décors : Kimie Kurotaki
- Photographie : Shin'ya Kimura (ja)
- Montage : Hitomi Katō (ja)
- Producteur : Satoshi Akagi, Yumi Arakawa et Suguru Kubota
- Sociétés de production :
- Société de distribution : Art House Films (France)
- Pays de production :  Japon
- Langue originale : japonais
- Format : couleur — 2,35:1
- Genre : Thriller romantique
- Durée : 123 minutes
- Dates de sortie :
  - Japon : 21 février 2020[1]
  - Canada : 3 octobre 2020 (Toronto)
  - France : 9 mars 2022[2],[3]

## Distribution
- Kaho : Toko Suguri
- Shōtarō Mamiya : Shin Muranushi
- Satoshi Tsumabuki : Akihiko Kurata
- Tasuku Emoto : Jun Kodaka
- Kazuyuki Asano
- Reiko Kataoka
- Yoshi Sako
- Kimiko Yo

## Accueil

### Critique
La presse française s'avère globalement positive. Du côté de Ouest-France, on loue « un superbe drame sentimental à l'image envoûtante ». Pour CinemaTeaser, le film dresse « le portrait juste et maîtrisé d'une jeune femme qui tente de se libérer de ce que la société réclame d'elle ». Le Journal du Dimanche érige un parallèle entre The Housewife et le film culte In the Mood for Love signé Wong Kar-Wai. Les Fiches du cinéma le juge « beau, sensible et féministe ».
Certaines critiques sont plus mitigées. Moins enthousiaste, Première définit néanmoins le long-métrage comme un « mélodrame portant haut la fièvre des sentiments ». Si La Croix délivre un retour globalement élogieux (« Temps suspendu, gestes au ralenti, fulgurance de la sidération d’une rencontre fatale, étreintes avant les mots. Lignes de fuite d’une voiture, huis clos mouvant, sur des routes périlleuses que la nuit absorbe, enveloppée d’un ballet de flocons qui freine sa progression mais rend les sentiments plus aigus »), le journaliste regrette que le long-métrage soit « plombé [...] par un recours trop appuyé au mélo qui gâche un peu le brillant de la réalisation ». Le ressenti est similaire du côté de la revue Positif, pour qui la « réalisatrice éprouv[e] malgré tout le besoin de se fondre dans des canons romantiques balisés ». Les Echos souligne « une mise en scène un peu trop apprêtée pour un film d'hiver délicat ». Selon Le Nouvel Obs, malgré un pathos exacerbé, le sujet majeur reste bien traité : « dans une société ultra-traditionnelle, quid du désir de la femme ? Là, le film touche juste ».
Seuls Le Monde et Télérama se montrent totalement hermétiques à l'œuvre de Yukiko Mishima : le premier juge que le thème est « [abordé] de façon si scolaire qu'on sombre vite dans l'écueil inverse du roman à l'eau de rose » et le second trouve que le film « [accumule] les notes de sensiblerie et [s'enlise] dans le mélodrame convenu ».
Sur le site Allociné, le film reçoit une moyenne de 3,2/5 par un consortium de 15 titres de presse.

### Box-office
Le jour de sa sortie nationale, le 9 mars 2022, le film se place en 6e position du box-office français des nouveautés avec ses 3 351 entrées pour 55 copies. Il est précédé dans le classement par la comédie d'arts martiaux française Kung Fu Zohra (4 869) et suivi par le documentaire français À demain mon amour (3 031).